# An-2 (航空機)
アントーノフ　An-2
ロシア航空森林警備隊の消防機型An-2P
- 用途：輸送・農薬散布・消防など多数
- 分類：輸送機
- 設計者：オリェーク・アントーノフ
- 製造者：アントーノフ設計局
- 運用者：ソビエト連邦他
- 初飛行：1947年8月31日
- 生産数：約17,000（5,000+12,000）機
- 運用開始：1956年
- 運用状況：一部の国で運用中

An-2（アントノフ2；ウクライナ語・ロシア語：Ан-2アーン・ドヴァー）は、第二次世界大戦後の1947年にソ連のアントーノフ設計局（現在はウクライナのANTK アントーノウ）で開発された複葉機である。
ロシア語の愛称は「ククルーズニク」（Кукурузник、"とうもろこし男"の意味だがニキータ・フルシチョフの異称）であった。アメリカ国防総省が割り当てたコードネームはType 22。北大西洋条約機構（NATO）の付与したNATOコードネームは「コルト（子馬の意）」。

## 概要
An-2は、ソ連で需要が高かった農業や林業用の航空機として、OKA-38 アーイスト（Fi 156のデッドコピー版）やPo-2の後継機として開発された。
1947年に初飛行し、東側諸国を中心に多数が運用され、現在でも多くの機体が現役で運用されている。

## 機体
機体は、複葉に星型レシプロエンジンという旧式設計だが、未整備の滑走路で離着陸できるほか、整備性・安定性に優れており、信頼性が極めて高いとされている。また、現役の複葉機では最大の機体でもある。
12名の乗客を運ぶことができる旅客用のほか、落下傘部隊を運搬する軍事用、農薬散布などの農業用といった多目的に使われたほか、離着陸性能や整備性を買われて、極寒地用や熱帯用などの極限の環境において運用できるタイプが作られるなど様々な運用がなされていた。南極でも物資輸送用に運用されている。
An-2は数多くの派生型が開発された他、アントノフ設計局によってエンジンをターボプロップに換装し、機首の形状を流線型に改良したAn-3も存在する。

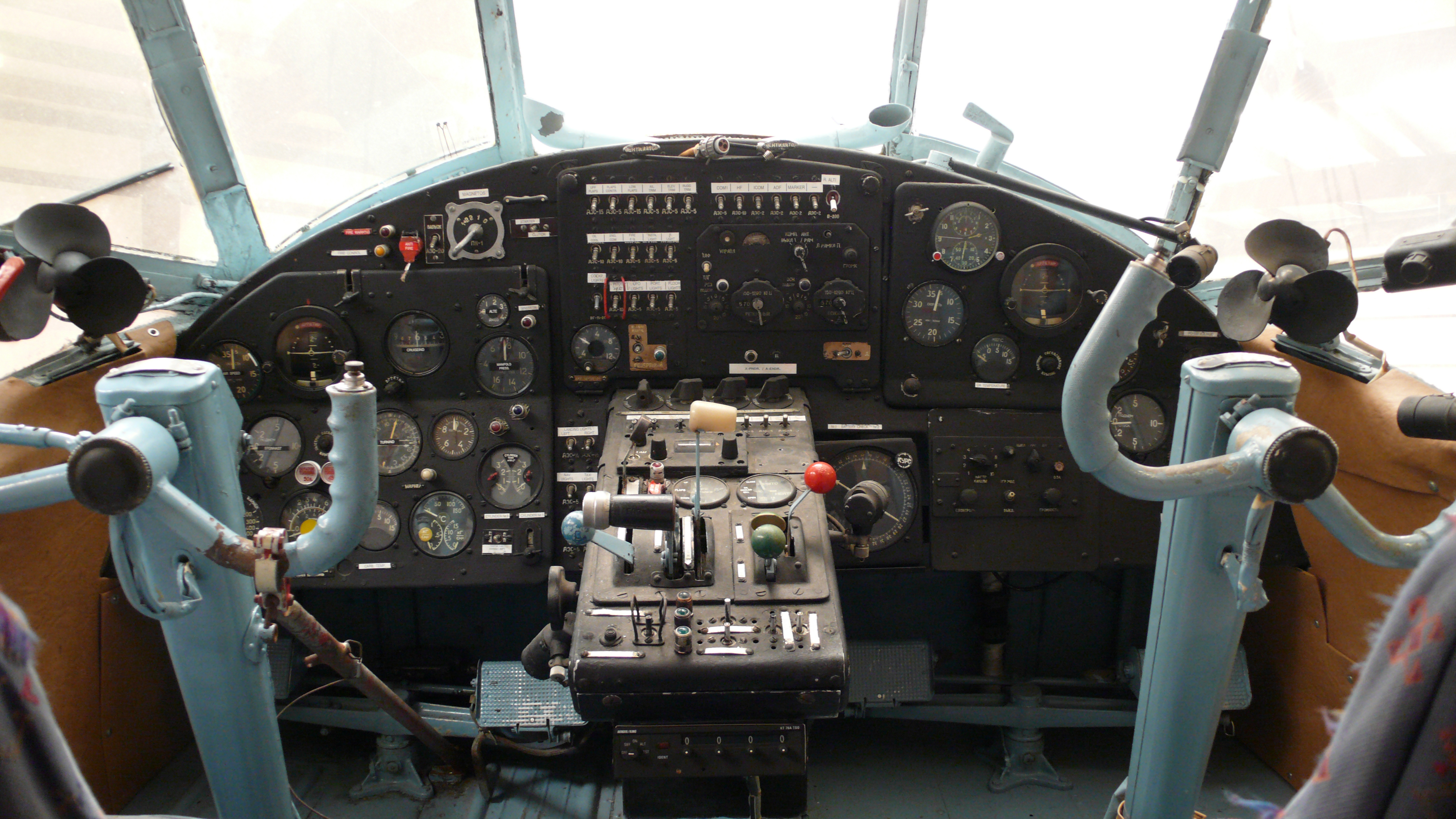
操縦席
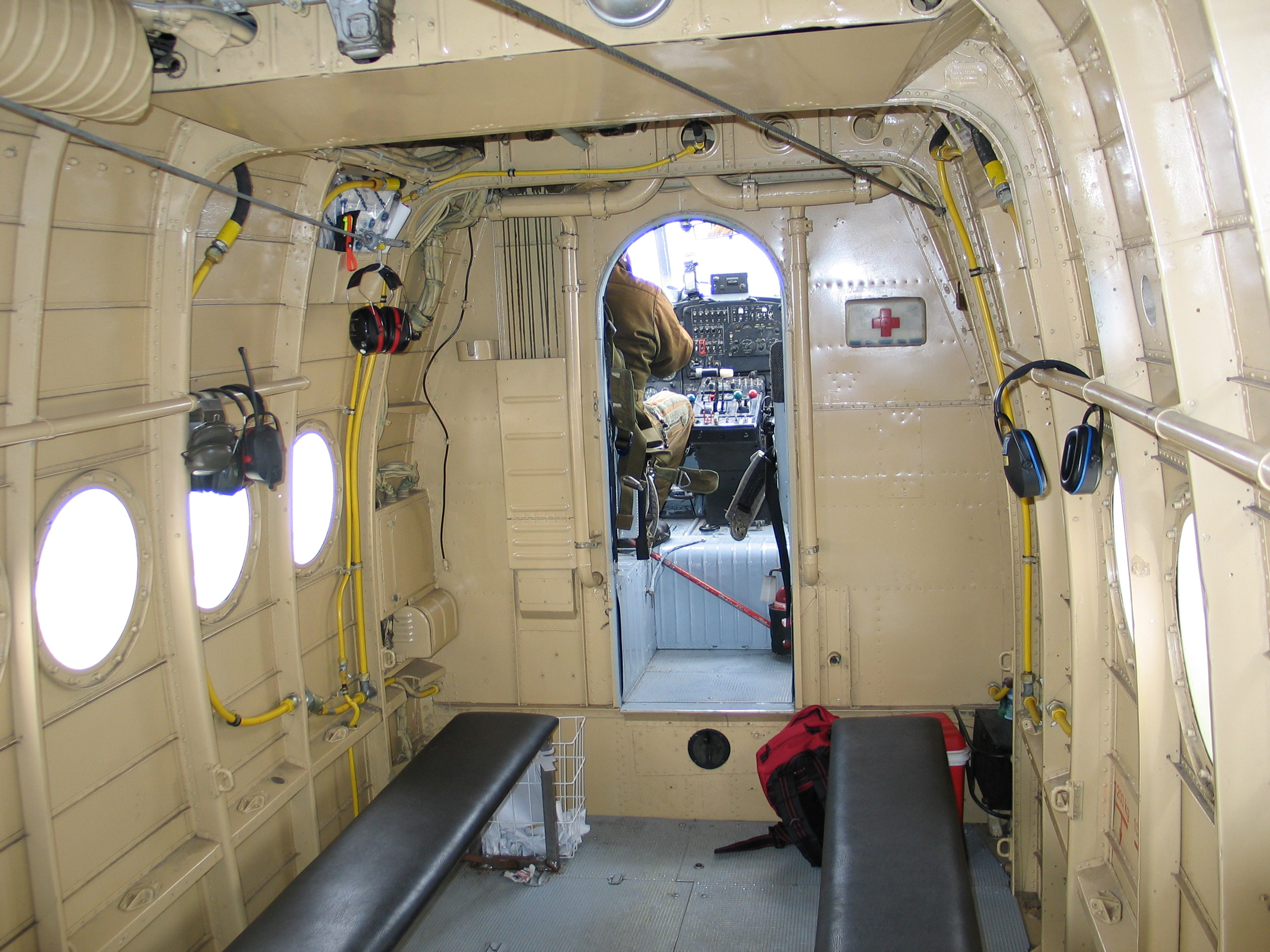
機内キャビン
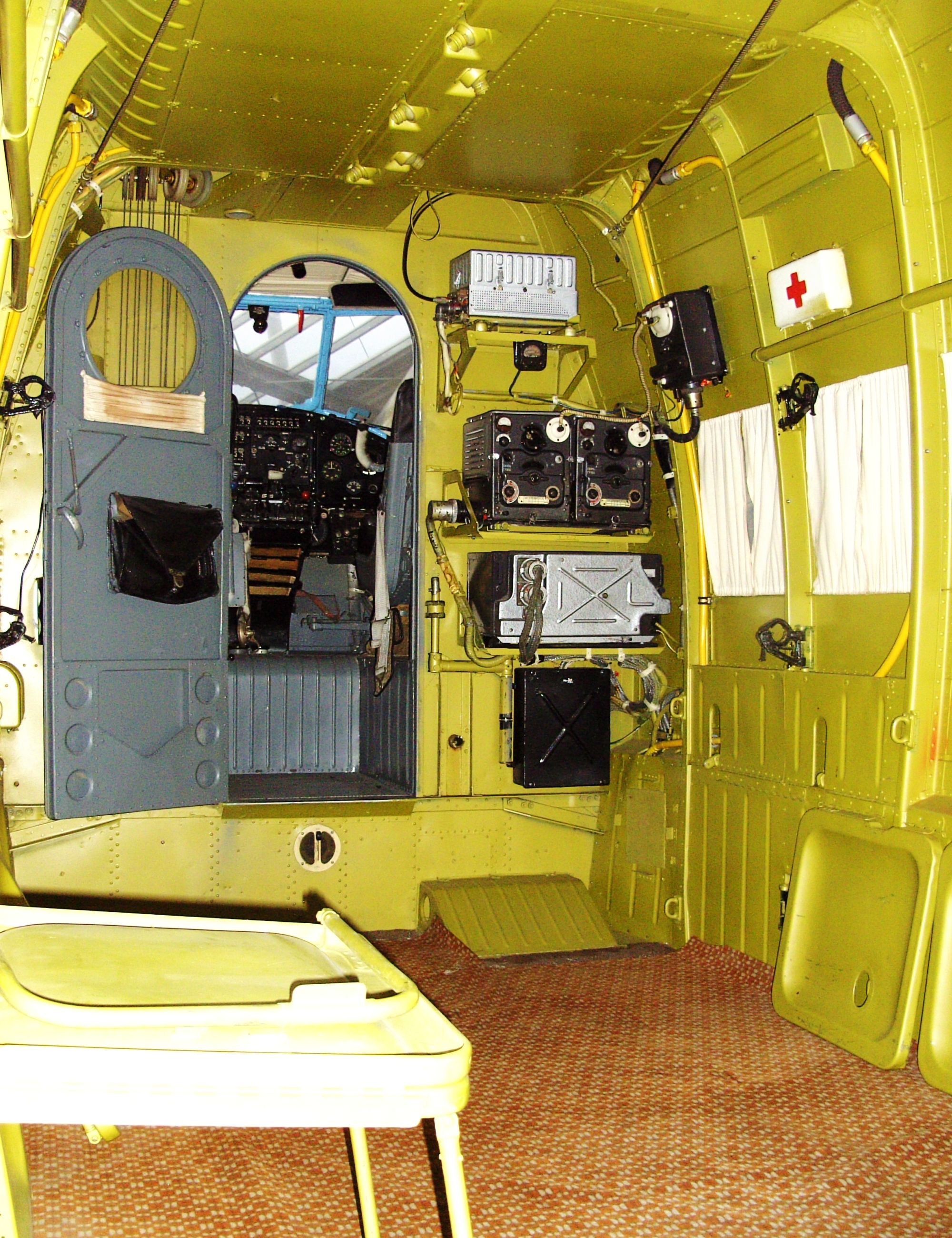
機内キャビン （軍用機型）

## 運用

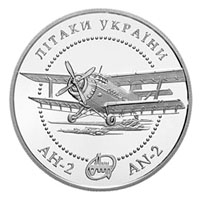
ウクライナのフルィーウニャ貨幣に刻印された「ウクライナの飛行機An-2」（ЛІТАКИ УКРАЇНИ АН-2）

An-2の生産は、ソ連では1960年までにおよそ5,000機が生産された時点で終了したが、その後も運航に必要な交換部品は継続して生産されていた。ポーランドのPZL社では1992年までAn-2の量産が継続されていたほか、中国でも「運輸5型（Y-5）」としてライセンス生産が行われて冷戦崩壊後の1992年まで生産されており、総計すると最終的には約17,000機もの数が生産された。
機体価格も中古機でおよそ3万USドルという低価格であり、手頃な小型輸送機として多くの国家の政府や民間人によって運用されており、21世紀になった現在でも多くの発展途上国で現役である。先進国でもその古典的な機体特徴からパラシュート降下用や航空ショー用の機体としての需要が増加しているほか、航空機コレクターが蒐集している機体も多い。
ただし、西側では現在の航空機安全基準では安全性に疑問があるとして運用に制限がかけられていることも多く、アメリカ合衆国では1993年以降に輸入したAn-2に対して運用は空港から300マイル以内の飛行に限定されているという。

## 軍用型

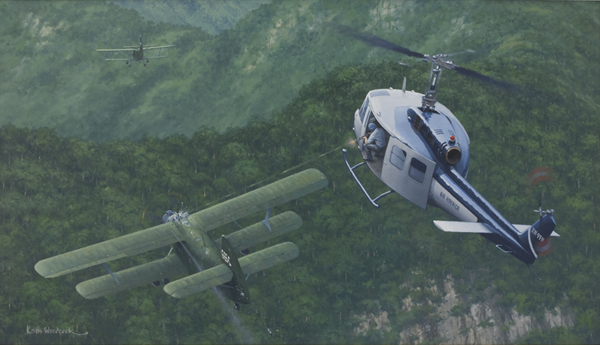
旧ラオス王国内に開設された秘密のTACANサイト「リマサイト85」付近でエア・アメリカのUH-1Bが、同サイト爆撃のために飛来した2機の北ベトナム空軍のAn-2を「撃墜」した絵。なお、1968年にパテート・ラーオなどの攻撃によりリマサイト85は陥落した（リマサイト85の戦い）。

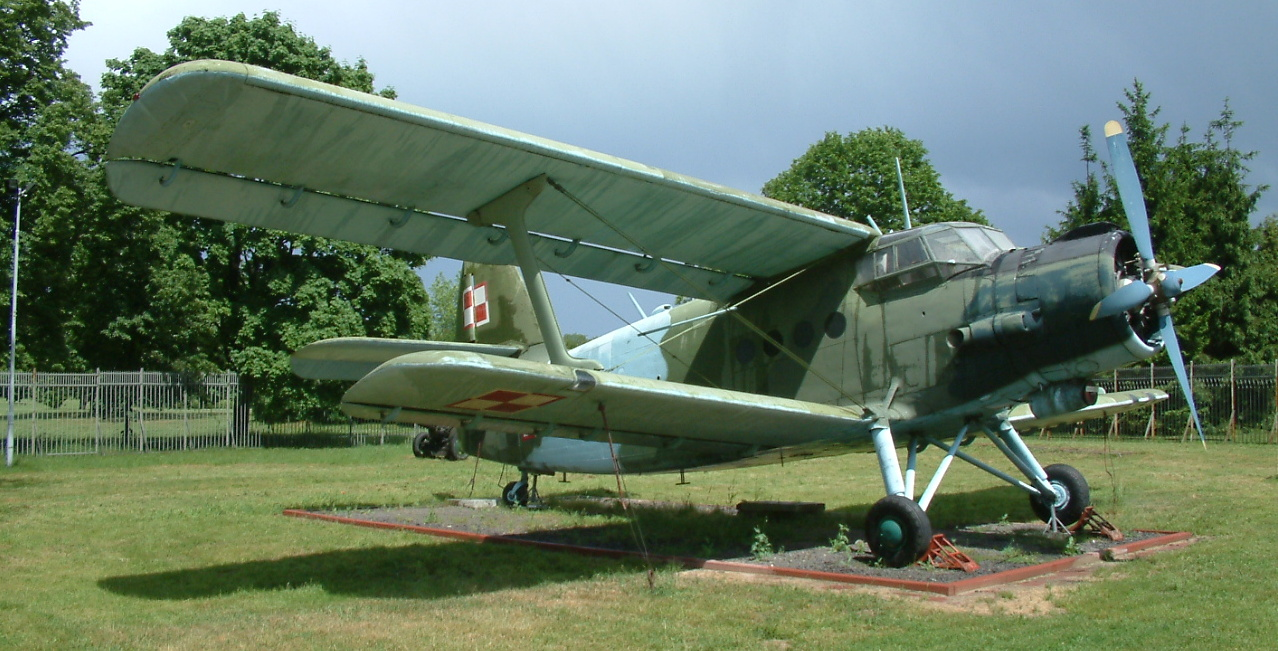
An-2 ポーランド空軍機

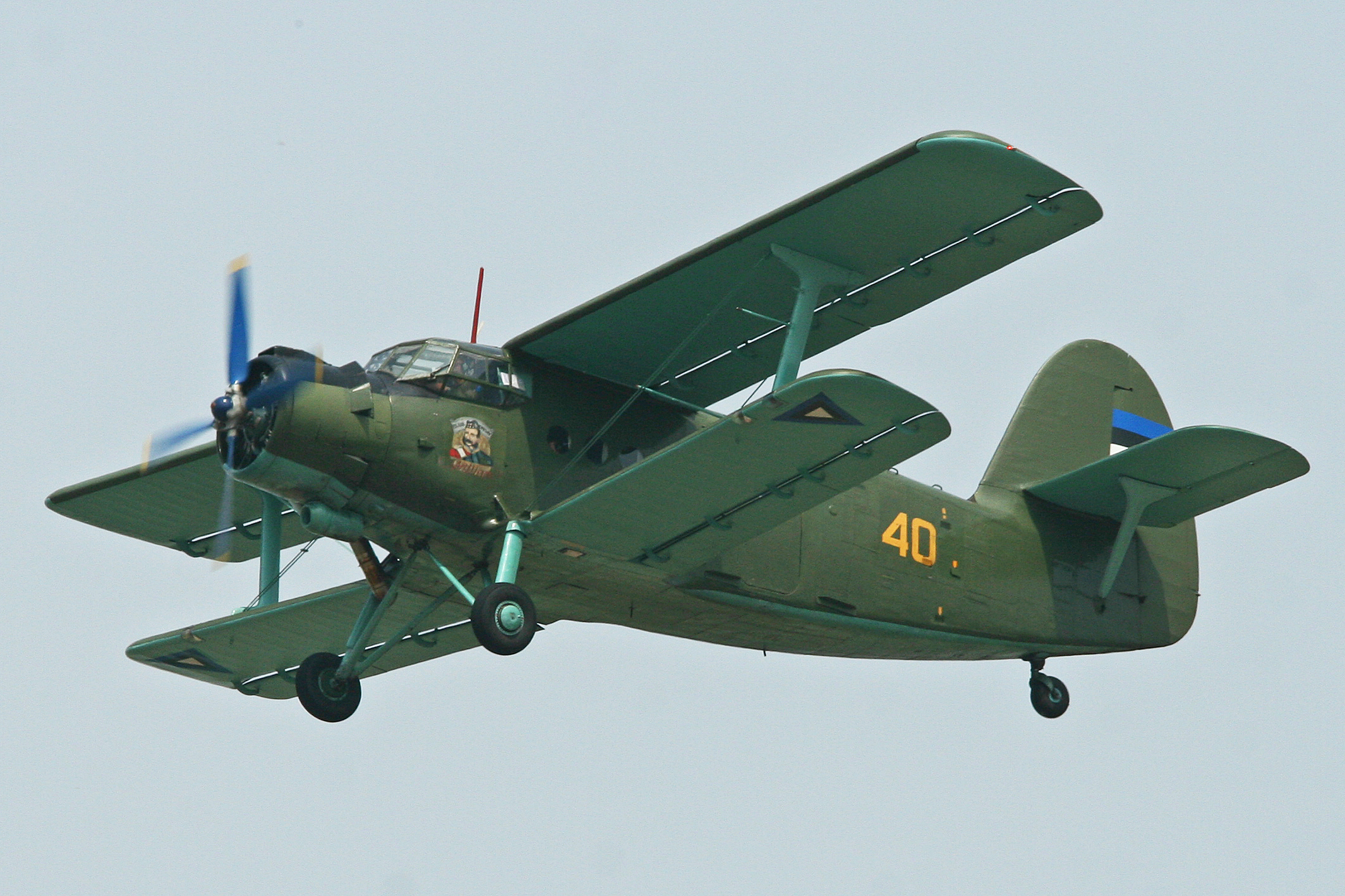
エストニア空軍のAn-2

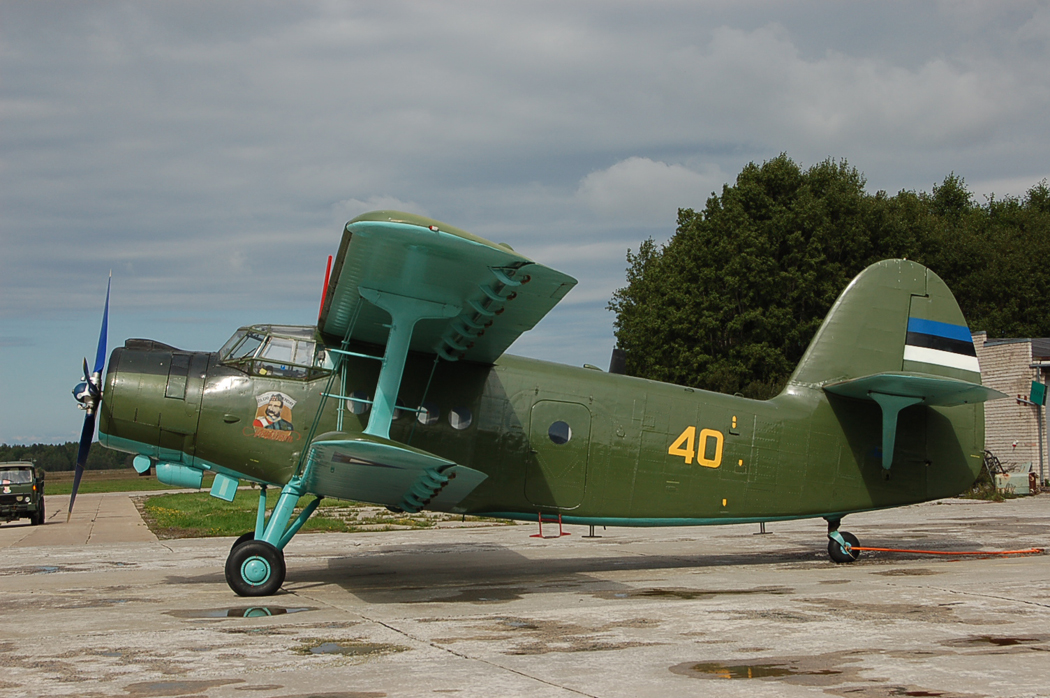
エストニア空軍のAn-2

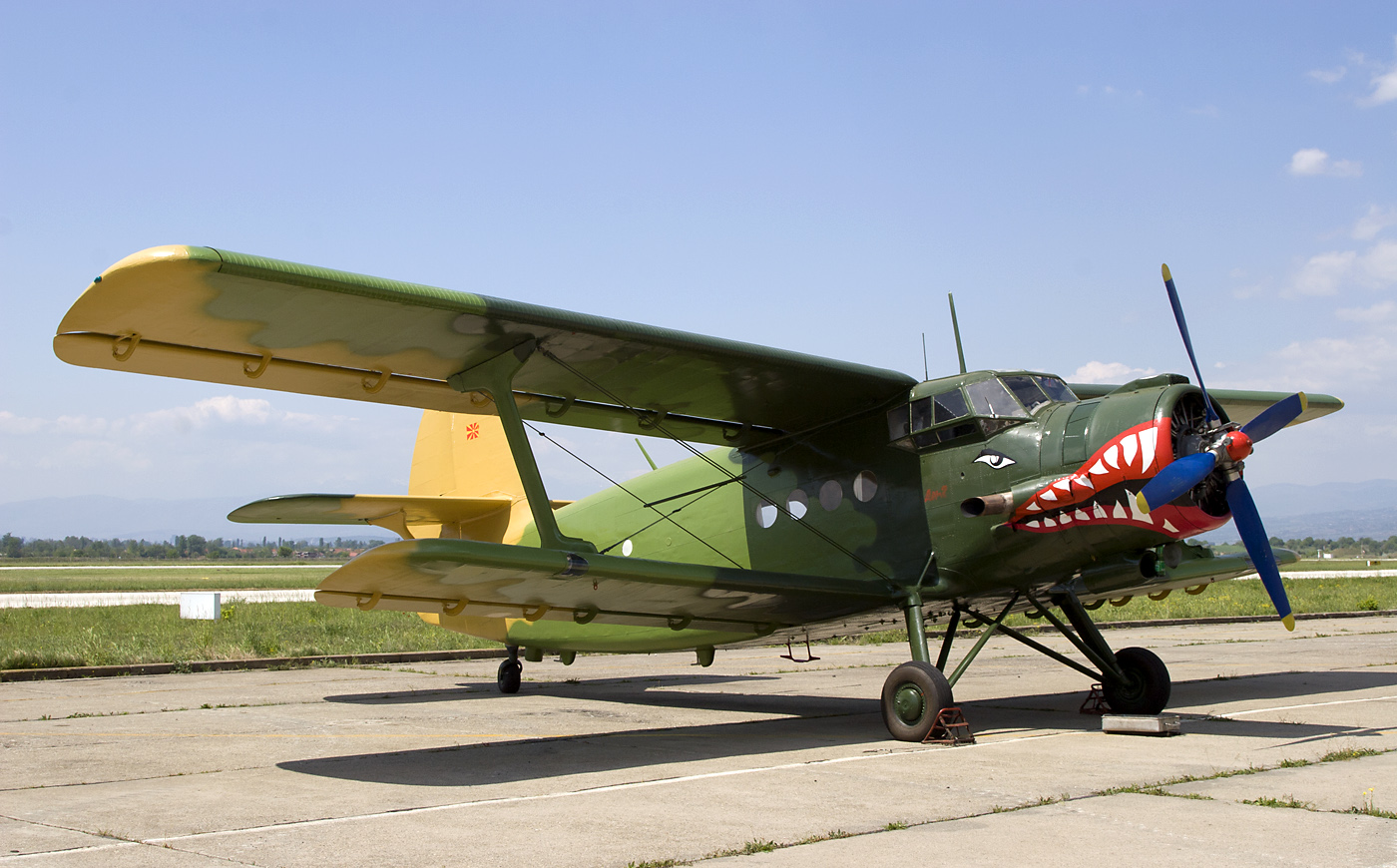
マケドニア軍のAn-2

東側諸国をはじめとする各国の軍隊でも、1970年代頃までは小型輸送機として運用していた。ベトナム戦争では、ベトナム人民軍機が実戦に投入され、本来の輸送任務の他、少量の爆弾を搭載して爆撃任務も行った。爆撃を行った同機が、エア・アメリカのUH-1Bによって「撃墜」された事例もある。クロアチア紛争においても、航空戦力が劣勢だったクロアチア共和国軍が爆撃機や簡易電子戦機として、時には夜間作戦にも使用していたとされる。
北朝鮮では、An-2の中国生産型であるY-5を特殊部隊が運用しているという。同国では、この機体は木製のプロペラとレーダーに映りにくい断面、キャンバス生地張りの主翼後半部と合板張りの水平尾翼など、ある程度の「ステルス性」が自然と備わっており（実際にはほとんどの部分が金属製のモノコック構造であり、機体そのものにはステルス性は無く（グレグソン米国防次官補（アジア・太平洋安全保障問題担当）が2010年9月16日の上院軍事委員会に提出した書面証言での「ほとんどが布と木でできている」という記述は誤情報である）、前線に破壊活動のための特殊部隊をパラシュートで降下させようというものである。また、ヘリコプターよりも低速で巡航できるためレーダーにトラックが動いているようにしか映らないのではないだろうかという指摘もある。ただし、低速のため乗り心地は悪くないが、機内のエンジン音が著しいため、機内でのコミュニケーションは全て手信号で行われている。しかし、その前年の2009年5月4日午後2時30分に、忠北、永同郡、黄澗面、黄澗IC近隣に、韓国空軍の訓練用航空機「L-2」1機が不時着し炎上大破した。この事故により、「L-2」が実はAn-2の偽装名であることが、中央日報の記事やミリタリーサイトを通じて明らかになった。実は韓国空軍も長らくAn-2を特殊戦訓練用に運用していたが、韓国国防部や韓国空軍は、その事実をマスメディアが記事にすることを許さず、隠蔽していたのである。2009年5月8日の情報消息筋によれば、韓国空軍が保有するAn-2は全20機余りに達し、大部分は1970-80年代にポーランドなど東ヨーロッパ圏国家から導入した物とのことである。保有目的は、北朝鮮軍の空中浸透に対応する戦略・戦術を開発するためである。当然韓国側はAn-2にステルス性が無いことを知っていたはずである。
また、韓国の聯合ニュースが伝えたところによれば、2008年10月9日に黄海上で行った軍事訓練で、旧式の地対艦ミサイルである「シルクワーム」を改造した空対艦ミサイルをAn-2の機上から発射したとされる。しかしながら、同ミサイルの重量は3トンであるため、燃料を含めた最大搭載量が2トンしかない同機への搭載は不可能であるはずだが、それでも韓国の軍当局は「同機を新たな脅威」として対処していく方針で、対空用の機関砲などを増強している。
2014年に入り、韓国の中央日報は、北朝鮮軍の特殊部隊が最近、韓国に侵入する特殊作戦用の航空機を投入し、韓国の民間空港への攻撃、占拠を想定した訓練を実施したと報じ、An-2をその形状や低速によるレーダー捕捉性の低さなどの理由で使用し、北朝鮮の特殊部隊が韓国進攻作戦に踏み切った場合、同機が主力兵器になるとみられていると報道したと言う。
2020年ナゴルノ・カラバフ紛争において、アゼルバイジャン軍は無人機化された機体を囮として使用することで、アルメニア軍の防空システムの位置を露見させこれを破壊するのに大きな役割を果たした。
An-2自体は機密性の低い汎用機であるが、上記のように空挺作戦や特殊作戦に使用される事が多いため、アメリカ陸軍も研究用として限定数のAn-2を保有している。

## 各型

### アントノフ設計局製
SKh-1
アントノフ設計局成立以前の当機の呼称。"Skh-1"とは、ロシア語で「農業経済1号」の略。
An-2F
軍用の観測機型の試作型。胴体中央部がガラス張りで、上翼後方に自衛用の7.62mm機関銃を装備した銃塔を搭載する。
An-2L
消防機型。翼下および胴体下に消火用薬品の入ったポッドを搭載する。
An-2P
旅客機型。座席の代わりに容量1,240リットルの水タンクを搭載できる消防機型も存在する。
An-2S
農業機型。薬剤散布装置を搭載し、主脚がP型よりも延長されている。
An-2V
主脚を双フロートに変更した水上機型。プロペラ直径を短縮している。
An-2E
An-2Vより改造されたWIG（地面効果翼機）試験型。主翼を低翼形式の大型一枚翼に交換している。
An-2ZA（An-6 メテオとも）
垂直尾翼前に観測員席を追加した高々度気象研究機型。
An-3
エンジンをターボプロップに変更し、それに合わせて機首を再設計した機体。
Y-5
中国での当機の呼称。コピー生産も行われている。

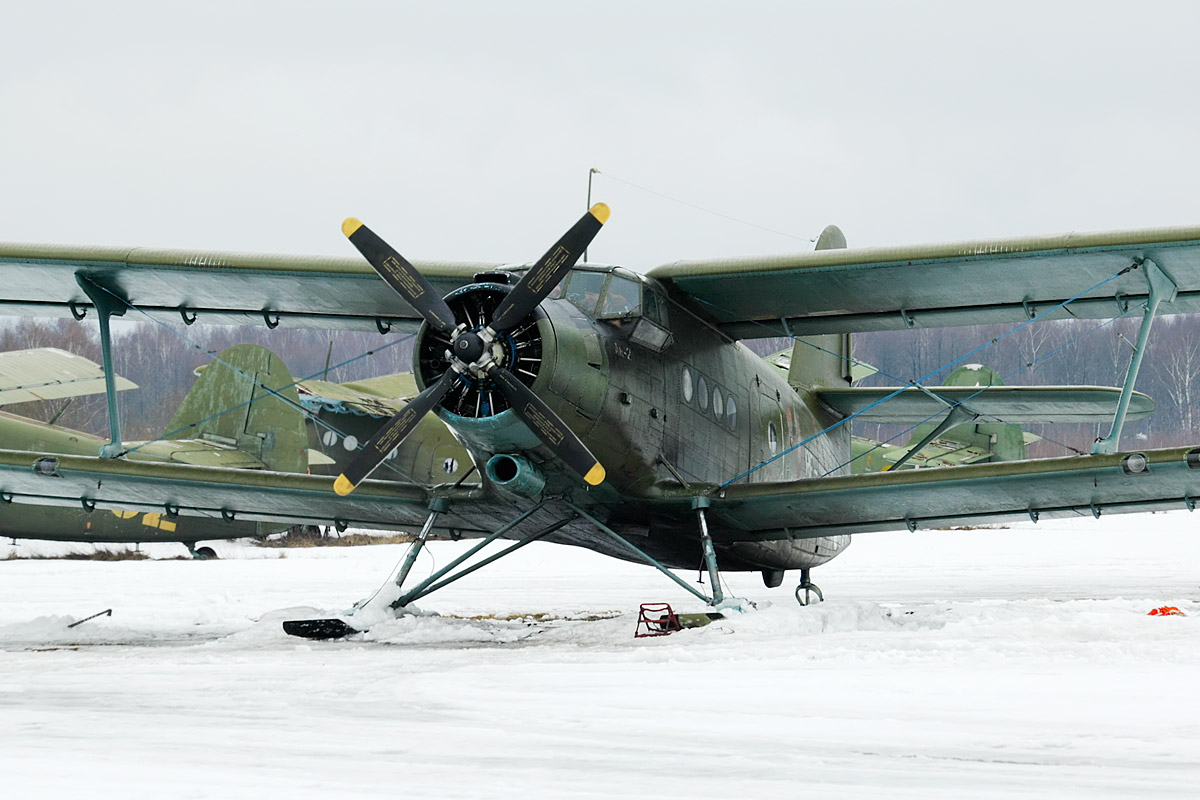
車輪の代わりに積雪地離着陸用スキッドを装備したAn-2
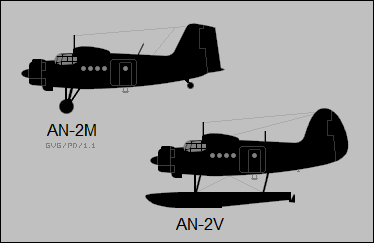
An-2V 側面図
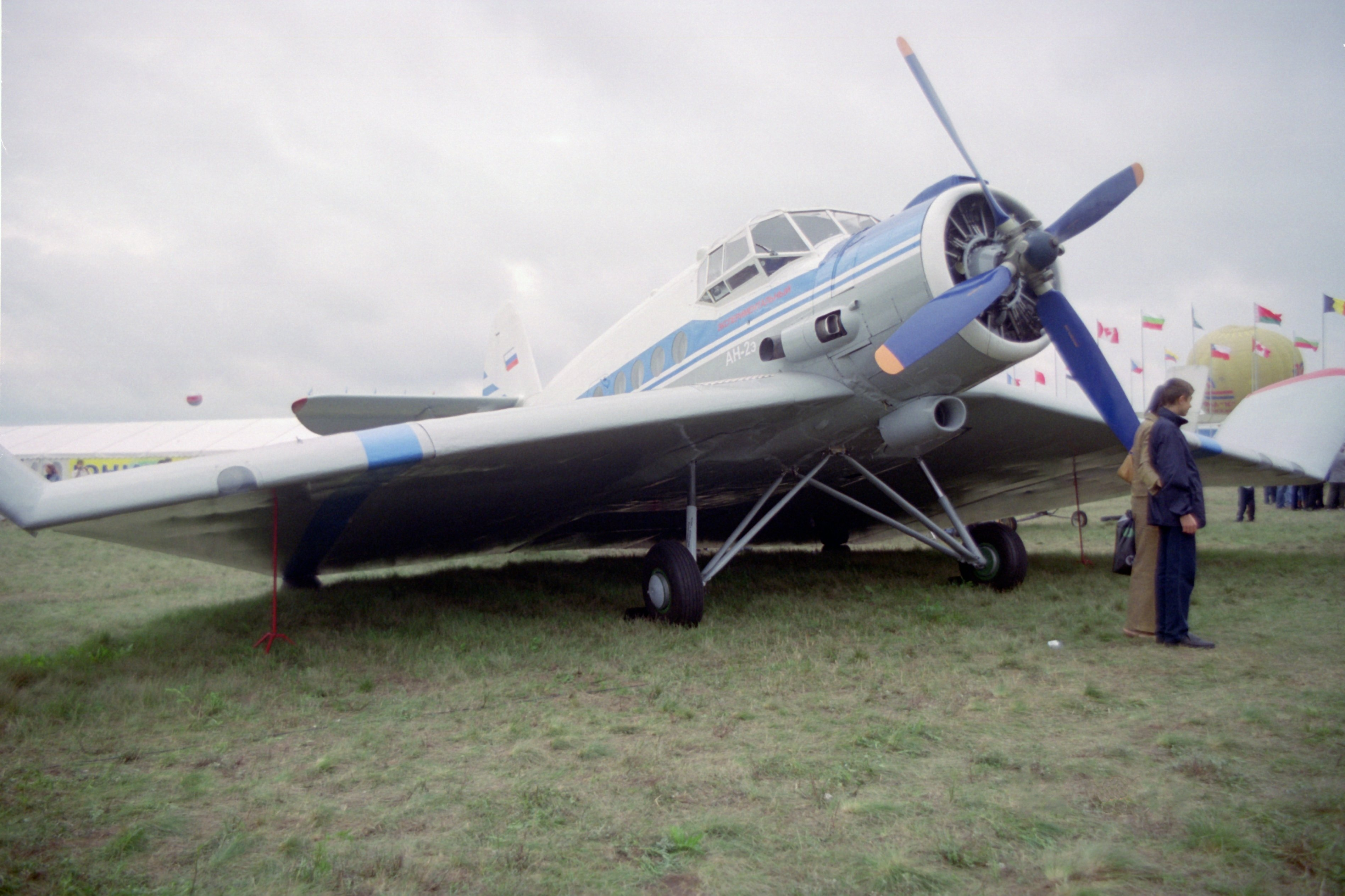
地面効果翼機試験型 An-2E WIG
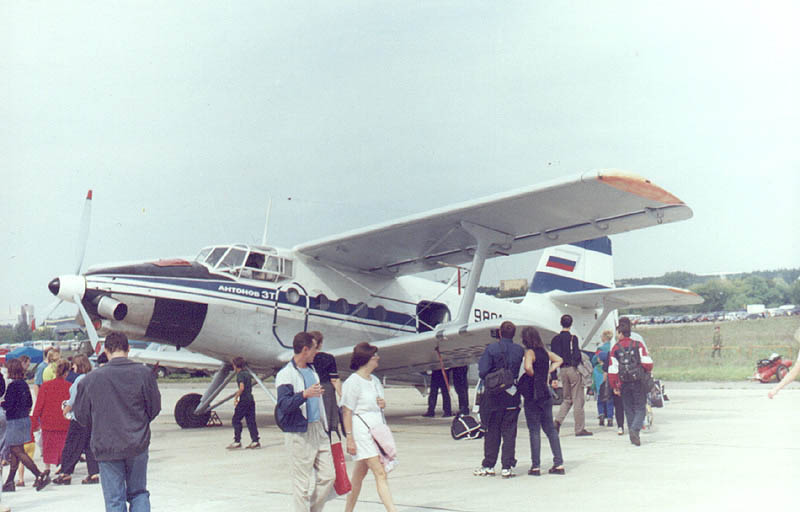
An-3T

### PZL製
An-2（G）
地球物理調査機型。（G）とは"Geofiz"の略。任務に合わせて機体毎に搭載機材や機体形状が異なっている。
An-2（P）
航空写真測量機型。（P）とは"Photo"の略。測量写真撮影用の航空カメラを装備している。
An-2M
T型ベースの水上機型。An-2Vと同等の機体。
An-2P
旅客機型。アントノフ製のAn-2Pと同等の機体だが、改良型プロペラを装備している。
An-2PK
5名分の単独座席を装備した要人輸送機型。
An-2PRTV
電波中継機型。ラジオおよびテレビ放送用電波の中継装置を搭載している。
An-2R
農業機型。気密操縦席を装備し、薬剤もしくは肥料散布が可能。
An-2S
担架6台と医療要員を搭載できる病院機型。
An-2T
貨物輸送用の基本型。
An-2TD
落下傘降下部隊搭乗用に折り畳み式座席（12席）を装備した機体。
An-2TP
TD型をベースにした民間用旅客/貨物機。
Lala-1
ターボファンエンジンの搭載実験機。胴体後半部をトラス構造のブーム型に変更し、尾翼も一枚の水平尾翼の両端に小型の垂直尾翼の付いた双尾翼形式に変更している。

### 中華人民共和国での生産型
運輸5型（Y-5）
中国でライセンス生産が行われた機体。1956年より生産が行われ、旅客/貨物機型の他に、An-2Vに準じた水上機型（Y-5C）も生産されている。北朝鮮でもライセンス生産が行われた。

## 運用国
アゼルバイジャン
 ブルガリア
2024年時点で、ブルガリア空軍が1機のAn-2Tを保有。
 ジョージア
 キルギス
2023年時点で、キルギス空軍が4機のAn-2を保有。
 モルドバ
2023年時点で、モルドバ空軍が2機のAn-2を保有。
 北マケドニア
2024年時点で、北マケドニア航空団が1機のAn-2を保有。
 ラトビア
 朝鮮民主主義人民共和国
 セルビア
 沿ドニエストル

## 退役国
アルバニア
 アルメニア
 中華人民共和国
 クロアチア
 キューバ
 エジプト
 エストニア
 ハンガリー
 モンゴル
 ポーランド
 ルーマニア
 ソビエト連邦
 ベトナム
 イエメン

## スペック
- 全長：12.40m

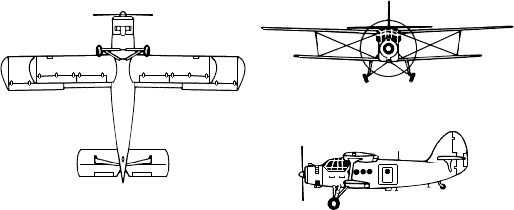
An-2 三面図

- 全幅：18.2m（上翼）、14.2m（下翼）
- 高さ：4.10m
- 機体重量：3.3t
- 最大離陸重量：5.5t
- 最大速度：253km/h
- 巡航速度：185km/h（50km/hでも飛行可能）
- 乗員：1-2名
- 乗客：12名
- エンジン：シュベツォフ ASh-62空冷9気筒レシプロエンジン×1
- 出力：1,000馬力
- 最大上昇高度：4,500m
- 航続距離：845km

## 展示中の機体
| 型名   | 番号         | 機体写真 | 所在地                              | 所有者                                 | 公開状況 | 状態     | 備考                                                         |
| ------ | ------------ | -------- | ----------------------------------- | -------------------------------------- | -------- | -------- | ------------------------------------------------------------ |
| An-2TD | 1G 059-29    |          | ドイツ バイエルン州                 | ドイツ博物館シュライスハイム航空館     | 公開     | 静態展示 |                                                              |
| An-2   | 1G 138-42    |          | リトアニア カウナス郡               | リトアニア航空博物館                   | 公開     | 静態展示 |                                                              |
| An-2R  | 1G 148-07    |          | ドイツ バーデン＝ヴュルテンベルク州 | 国際航空博物館                         | 公開     | 静態展示 |                                                              |
| An-2R  | 1G 156-25    |          | ポーランド マウォポルスカ県         | ポーランド航空博物館                   | 公開     | 静態展示 |                                                              |
| An-2R  | 1G 156-58    |          | アメリカ カリフォルニア州           | チーコウ航空博物館                     | 公開     | 静態展示 |                                                              |
| An-2T  | 1G 157-05    |          | ポーランド マウォポルスカ県         | ポーランド航空博物館                   | 公開     | 静態展示 |                                                              |
| An-2P  | 1G 159-28    |          | ポーランド マゾフシェ県             | ポーランド軍事技術博物館               | 公開     | 静態展示 |                                                              |
| An-2R  | 1G 165-50    |          | アメリカ カリフォルニア州           | マーチフィールド航空博物館             | 公開     | 静態展示 |                                                              |
| An-2   | 1G 172-48    |          | オランダ フレヴォラント州           | 国立飛行場航空博物館                   | 公開     | 静態展示 |                                                              |
| An-2   | 1G 175-27    |          | アメリカ ワシントン州               | ミュージアム・オヴ・フライト           | 公開     | 静態展示 |                                                              |
| An-2P  | 1G 178-10    |          | ポーランド ルブリン県               | デンブリン空軍博物館                   | 公開     | 静態展示 |                                                              |
| An-2   | 1G 184-19    |          | ウクライナ キエフ州                 | アリェーク・アントーノフ国立航空博物館 | 公開     | 静態展示 |                                                              |
| An-2TD | 1G 187-33    |          | ベトナム ハノイ                     | 航空展示場                             | 公開     | 静態展示 | Corporation Vietnam Airlinesの北西の空き地に展示されている。 |
| An-2   | 1G 194-27    |          | ドイツ ザクセン＝アンハルト州       | ヴェルニゲローダ航空博物館             | 公開     | 静態展示 |                                                              |
| An-2   | 1G 213-20    |          | スペイン カタルーニャ州             | カタロニア航空公園財団                 | 公開     | 静態展示 |                                                              |
| An-2   | 1G 219-31    |          | アメリカ デラウェア州               | 航空機動軍団博物館                     | 公開     | 静態展示 |                                                              |
| An-2T  | 1 062 473 10 |          | ドイツ ラインラント＝プファルツ州   | ピーター・ユニォア航空機展示場         | 公開     | 静態展示 |                                                              |
| An-2T  | 1 153 473 20 |          | ウクライナ キエフ州                 | 国立航空大学                           | 公開     | 静態展示 |                                                              |
| An-2   | 1 170 473 12 |          | ドイツ ベルリン都市州               | ベルリン＝ガトウ飛行場軍事史博物館     | 公開     | 静態展示 |                                                              |
| An-2T  | 16805        |          | ドイツ バーデン＝ヴュルテンベルク州 | ジンスハイム技術博物館                 | 公開     | 静態展示 |                                                              |
| An-2M  | 801822       |          | ブルガリア プロヴディフ州           | 航空博物館                             | 公開     | 静態展示 |                                                              |
| An-2   |              |          | ロシア サマラ州                     | トリヤッチ技術博物館                   | 公開     | 静態展示 |                                                              |
| Y-5    | 191-4        |          | 韓国 ソウル                         | 戦争記念館                             | 公開     | 静態展示 |                                                              |

## 登場作品

### 映画
『インディ・ジョーンズ/クリスタル・スカルの王国』
インディアナ・ジョーンズとマッドがナスカへ向かうのに搭乗。
『ジュマンジ/ネクスト・レベル』

### 小説
『新・日本朝鮮戦争 第一部 開戦Xデイ』
『半島を出よ』
　
『復活の日 人類滅亡の危機との闘い――』
児童向けリメイク版に登場。国際スパイ一味が逃亡に使用するが、視界不良の悪天候下で飛行していたためにアルプス山脈に墜落。運んでいたMM-88菌を外界に漏出させてしまい、世界的パンデミックのきっかけとなる。

### 漫画
『第2次朝鮮戦争 ーユギオⅡー』
北朝鮮軍が特殊部隊の輸送に使用。韓国空軍基地に強硬着陸してこれを制圧する。アメリカ空軍のAWACSは、コンピュータが本機を自動車と判断したため侵入に気づけなかった。

### ゲーム
『ARMA 2』
拡張パック、"Operation Arrowhead"に登場。

### ドキュメンタリー
『NHK特集 シルクロード』
第5回「楼蘭王国を掘る」に中国人民解放軍のY-5が登場。Z-5と共に、楼蘭やロプ・ノールの捜索を行う。
『ミリタリー・モーターズ』（ディスカバリーチャンネルの番組）
シーズン3で本拠地の西ドイツから大西洋を飛行してアメリカに運んだ。(セスナと物々交換が目的)